# ایران در ۲۰۰۴
ایران در ۲۰۰۴ گاه‌شماری از مهم‌ترین رویدادها در سال ۲۰۰۴ در کشور ایران است.

## حاکمان
- رهبر: علی خامنه‌ای
- رئیس‌جمهور: محمد خاتمی
- معاون اول رئیس‌جمهور: محمدرضا عارف
- رئیس قوه قضاییه: محمود هاشمی شاهرودی

## رویدادها
- از سال ۲۰۰۴ تا ۲۰۰۵ - کانادا سفیر خود در ایران را فراخوانی می‌کند و در سال ۲۰۰۵ مجدداً اعلام می‌کند که تا زمانی که ایران دربارهٔ تحقیقات جهانی دربارهٔ مرگ زهرا کاظمی نظر مشابهی نداشته باشد، کانادا روابط سیاسی خود را با ایران از سر نخواهد گرفت.[۱]
- ۱۸ فوریه - قطار حامل باری از بنزین، کود و گوگرد در نیشاپور ایران از ریل خارج و منفجر شد و ۳۲۰ نفر را کشت.
- ۲۰ فوریه - محافظه کاران اکثریت را در انتخابات مجلس شورای اسلامی ایران به دست آوردند.
- ۳ می - پاس تهران قهرمان لیگ برتر فوتبال ایران در فصل ۲۰۰۳–۲۰۰۴ شد.
- ۲۰ جولای - احسان حدادی با پرتاب دیسک ۶۲٫۱۴ متر طلا گرفت.
- ۲۰ ژوئیه - ایران در مسابقات دوومیدانی قهرمانی نوجوانان IAAF جهان چهاردهم شد.